# Johann Heinrich Stobwasser

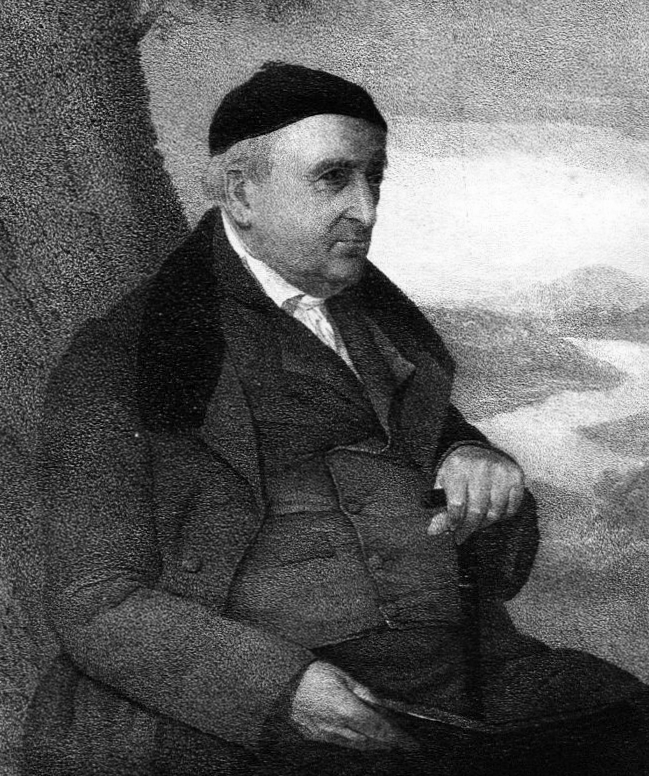
Johann Heinrich Stobwasser.

Johann Heinrich Stobwasser, född den 16 november 1740 i Lobenstein, död den 31 augusti 1829 i Braunschweig, var en tysk framställare av lackarbeten, som efter honom fick namnet "Stobwasserarbeten".

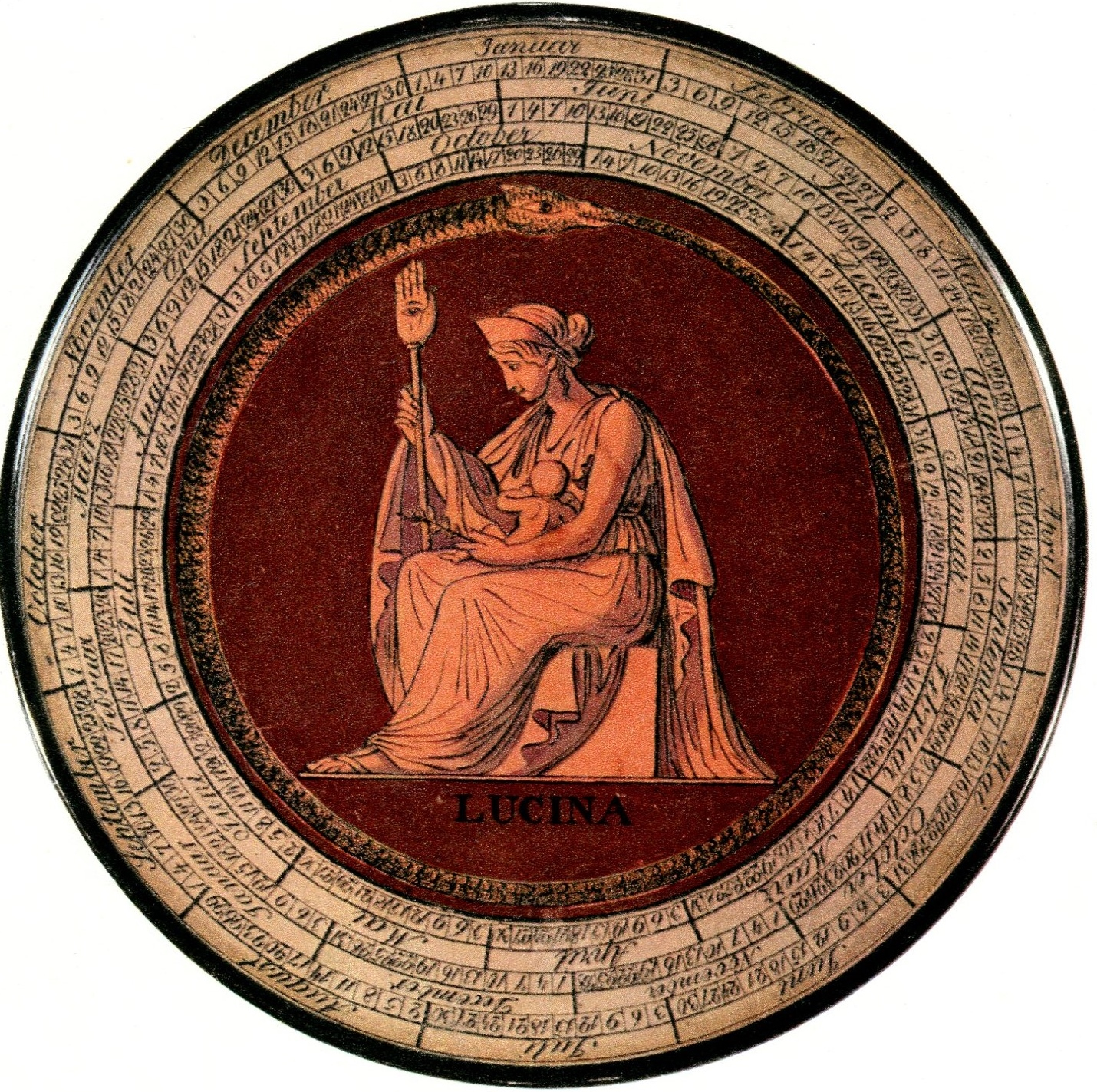
Ett Stobwasserarbete i form av en snusdosa.

Stobwasser uppfann efter mångåriga försök en fernissa, som nästan kunde tävla med den japanska. År 1763 begav Stobwasser sig till Braunschweig och grundlade där en fabrik för lackarbeten, vars produkter snart fick världsrykte. "Stobwasserarbetena" bestod vanligen av bokband, käppknappar och i synnerhet runda snusdosor, som, förfärdigade av papier maché (stundom bleck eller trä), överdrogs med ett femfaldigt lager av lack, på vars svarta yta målades figurer, i början i japanskt, sedan även i andra mönster. Fabriken ägde bestånd till 1874.